# ブレンボ

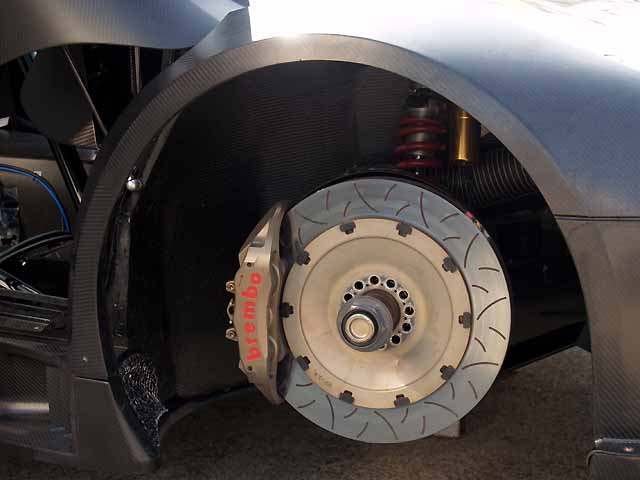
ランボルギーニ・ムルシエラゴのブレンボ製ディスクブレーキ

ブレンボ（Brembo S.p.a.）は、イタリア、ロンバルディア州ベルガモ県クルノに本社を置く自動車・二輪車用ディスクブレーキメーカー。1961年創業。

## 概要
ブレンボはディスクブレーキが発明された頃とほぼ同時に創業したブレーキメーカーである。特にハイパフォーマンスカー向けの高性能ブレーキや市場占有率の高さで世界的に有名である。
ブレーキメーカーとしては後発といえるブレンボであるが、1970年代には早くもその屈指の技術力を認められ、現在4輪車ではフェラーリ、ランボルギーニ、ポルシェ、メルセデス・ベンツ、BMW、レクサス、SUBARU等、2輪車ではドゥカティ、アプリリア、BMW、KTM、ハーレーダビッドソン、ホンダ、ヤマハ、スズキ、カワサキ等の二輪車、イヴェコ、ルノートラック、メルセデス・ベンツ、ボルボ、三菱ふそうの商用車（小型から大型まで）にまで装着されており、事実上の独占状態といえる。日本メーカー車向け純正採用製品には住友電気工業（現・アドヴィックス）にてライセンス生産されたものもある。
F1、WRC、ITC、MotoGP、SBKなどのモータースポーツやアフターマーケットにおいてもとても高いシェアと絶対的な性能を誇っている。
生産拠点は協力先を含めると、イタリアをはじめ、アメリカ合衆国、スウェーデン、スペイン、ポーランド、中華人民共和国、インド、メキシコ、ブラジル、アルゼンチンにある。社員数は約7,000名で、うち約10%が技術者である。
なお、日本法人の株式会社ブレンボ・ジャパンは、Brembo S.p.a.の100%出資の子会社である。

## 略歴
- 1961年 - ベルガモ県パラディーナにて創業。創業当時の従業員は10名程度だったという。
- 1964年 - アルファロメオにブレーキキットを納入した。イタリア初のブレーキ専門メーカーとして歩み始める。
- 1972年 - モト・グッツィのブレーキサプライヤーとなった。
- 1975年 - F1スクーデリア・フェラーリのマシンに採用された。
- 1980年代  - ポルシェ、メルセデス・ベンツ、ランチア、BMW、日産、クライスラーなどにブレーキキットを納入。イヴェコとルノーの商用車に採用された。
- 1995年 - イタリア証券取引所に上場した。
- 1997年 -オートバイ向けのラジアルマウントキャリパーを発明した。
- 2000年 - APレーシングを買収、中国Yuejin Motor GroupおよびスウェーデンSKFと提携。南アフリカで独Lemförderと合弁企業を設立した。
- 2003年 - ダイムラー・クライスラーとの合弁でブレンボ・セラミックブレーキシステムズを設立した。
- 2005年 - ハーレーダビッドソンにブレーキキット納入、中国とインドで合弁会社を設立した。
- 2024年- オーリンズを買収した[2]。

## モータースポーツ

### F1
1975年にスクーデリア・フェラーリのマシンに採用されて以来、ロータス、ベネトン、ザウバー、マクラーレン、トヨタF1、BMWザウバーなどのチームで使用されている。2024年のF1世界選手権現在では出場するマシンの殆どが使用している。

### オートバイ
MotoGP、スーパーバイクといったロードレースにおいて、出場車のほぼ全車が使用する定番パーツとなっている。

## グループブランド
- APレーシング
- マルケジーニ
- オーリンズ

## 参考画像

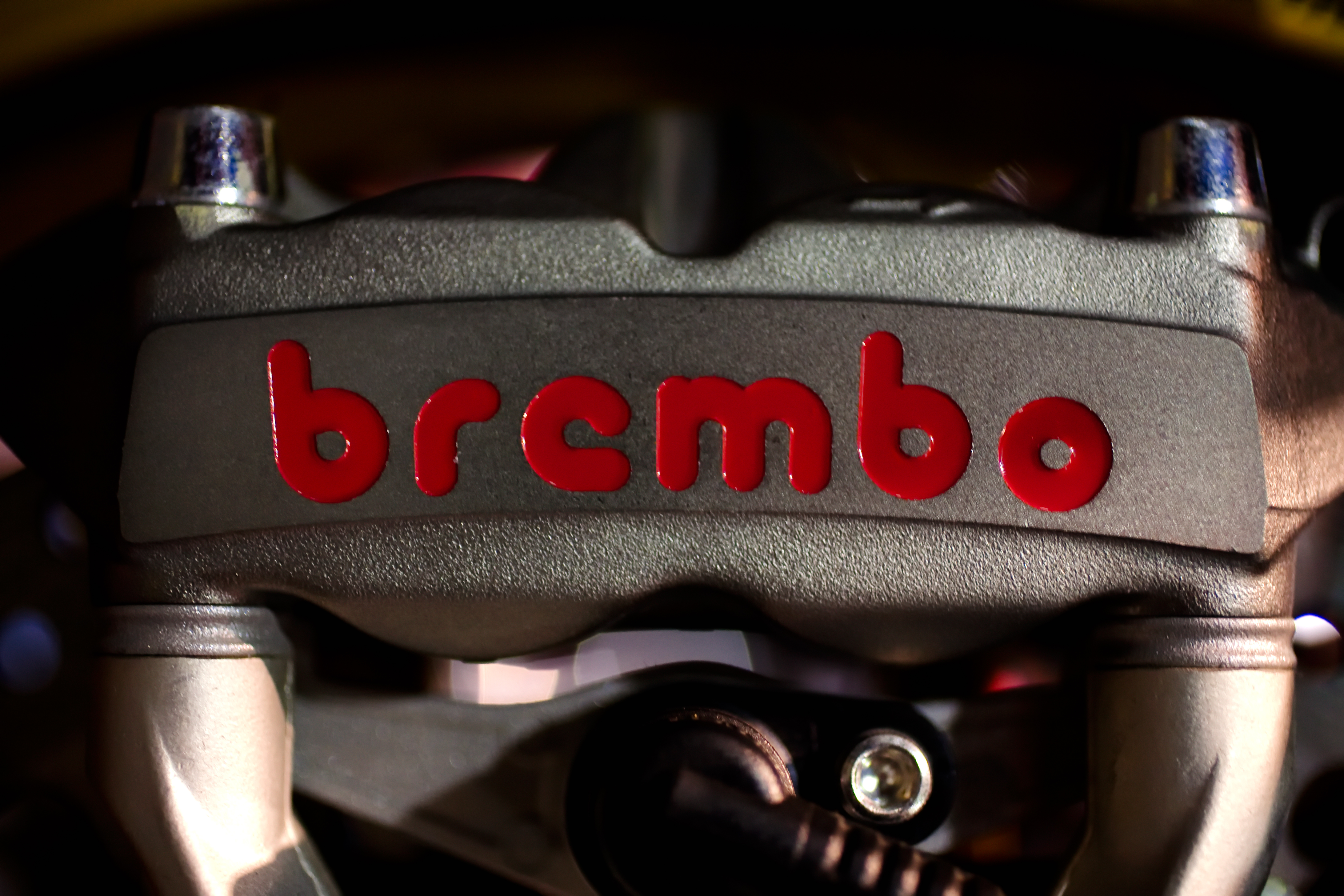
ラジアルマウントキャリパー
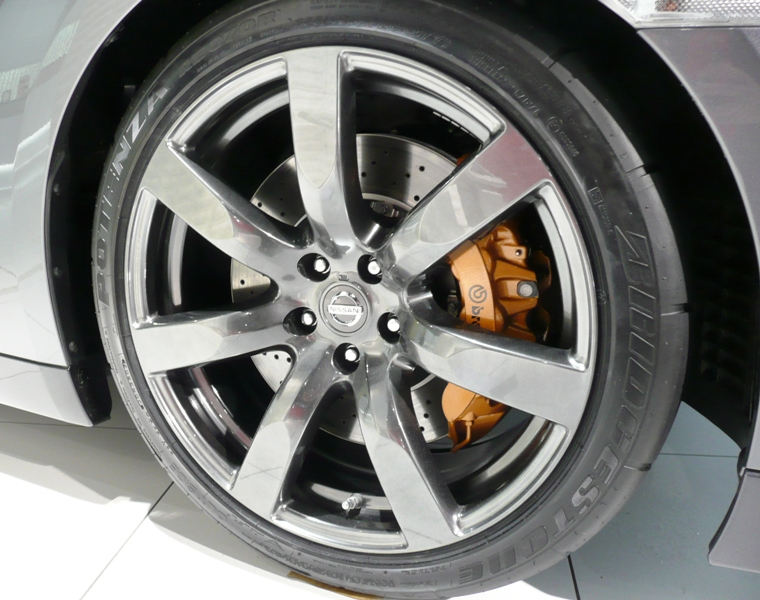
日産・GT-Rのブレンボ製ディスクブレーキ